# 小野良真
小野 良実（おの の よしざね、「良真」表記も、生没年不詳）は、平安時代の郡司とされる伝説上の人物。小野篁の子とされ、子に小野小町がいるとされる。

## 人物
室町時代後期成立の『尊卑分脈』の「小野氏系図」には名前があり、さらに「一本（別の本には）」と注記して「当澄」および「常澄」の別名が記される。
『尊卑分脈』に記されている官位は出羽守である。これは中世には、小町を出羽郡司の娘とする説があったが、小野篁と系譜をつなげる際に、公卿である篁の子が、郡司であるのは違和感があることからなされた改変であろう。また、小町は篁の孫にしては時代が合わない。
なお、「良真が出羽郡司として赴任中に、地元の娘との間に出来たのが小町」とする記述が、存在するが、郡司はその地の有力者が世襲的に任命されるものであり、国司との混同であろう。
良実の存在を記す『尊卑分脈』は基本、女子を記さないが、良実の娘のみを特に記す。これは、良実の存在が、小野小町を説く際に行われた歌学の伝承によるものである証拠だと思われる。